# Arsenio
Arsenio  è un nome proprio di persona italiano maschile.

## Varianti
- Maschili: Arseno, Arzenio
- Femminili: Arsenia

### Varianti in altre lingue
- Armeno: Արսեն (Arsen)[1]
- Ceco: Arsen
- Croato: Arsen
- Francese: Arsène[1]
- Greco antico: Ἀρσένιος (Arsenios)[1][3]
- Latino: Arsenius[1][2]
- Polacco: Arseniusz
- Portoghese: Arsenio[1]
- Russo: Арсений (Arsenij)[1]
- Spagnolo: Arsenio[1]
- Ucraino: Арсен (Arsen)
- Ungherese: Arzén

## Origine e diffusione
Deriva dal nome greco Ἀρσένιος (Arsenios), basato su ἄρσεν (arsen), "virile", lo stesso del nome Andrea.

## Onomastico
L'onomastico cade il 19 luglio in ricordo di sant'Arsenio il Grande, precettore di Arcadio e Onorio. Si ricordano anche, con questo nome, alle date seguenti:
- 15 gennaio (Chiesa cattolica) e 18 maggio (Chiesa ortodossa), sant'Arsenio da Armo (o "di Reggio Calabria")[5]
- 19 gennaio, sant'Arsenio, vescovo di Corfù[3][5]
- 8 maggio, sant'Arsenio di Sceti, diacono[5]
- 28 ottobre, sant'Arsenio I, arcivescovo di Peć[3]
- 16 novembre, sant'Arsenio, martire[3]
- 13 dicembre, sant'Arsenio, monaco e taumaturgo presso Mileto[5]
- 14 dicembre, sant'Arsenio, martire con Erone, Isidoro e Dioscuro ad Alessandria d'Egitto sotto Decio[3][4][5]

## Persone

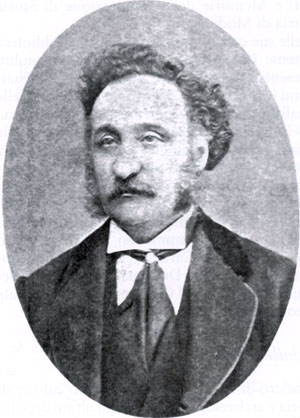
Arsenio Crespellani

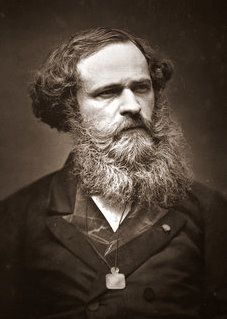
Arsène Houssaye

- Arsenio I, arcivescovo e santo serbo
- Arsenio il Grande, santo romano
- Arsenio Sebastião Cabungula, calciatore angolano
- Arsenio Crespellani, archeologo e numismatico italiano
- Arsenio da Armo, presbitero e santo italiano
- Arsenio Erico, calciatore paraguaiano
- Arsenio Frugoni, storico e docente italiano
- Arsenio Hall, cabarettista, attore, personaggio televisivo, conduttore televisivo, produttore televisivo e autore televisivo statunitense
- Arsenio Iglesias, calciatore e allenatore di calcio spagnolo
- Arsenio López, calciatore argentino
- Arsenio Martínez Campos y Antón, generale spagnolo
- Donato Arsenio Mascagni, religioso, pittore e scultore italiano

### Variante Arsène

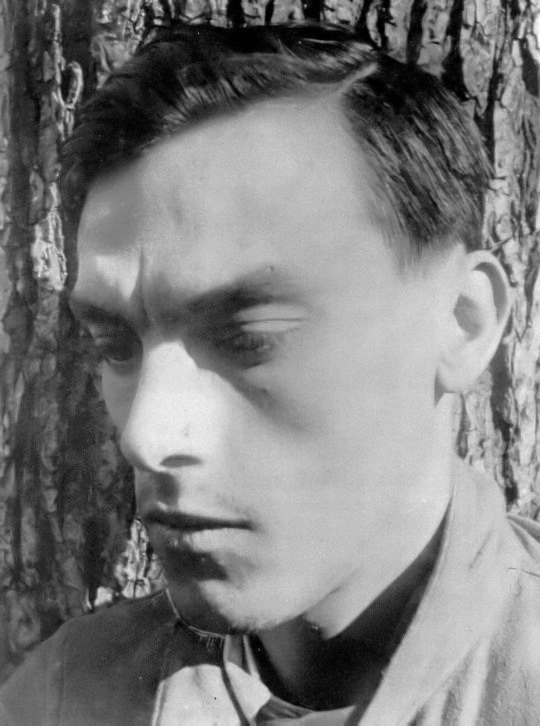
Arsenij Aleksandrovič Tarkovskij

- Arsène Alancourt, ciclista su strada francese
- Arsène Auguste, calciatore haitiano
- Arsène-Arnaud Claretie, vero nome di Jules Claretie, scrittore, storico e giornalista francese
- Arsène Hobou, calciatore ivoriano
- Arsène Houssaye, scrittore, poeta e letterato francese
- Arsène Mersch, ciclista su strada e ciclocrossista lussemburghese
- Arsène Millocheau, ciclista su strada francese
- Arsène Wenger, calciatore e allenatore di calcio francese

### Variante Arsenij
- Arsenij Jacenjuk, politico, economista e avvocato ucraino
- Arsenij Logašov, calciatore russo
- Arsenij Borisovič Roginskij, storico e bibliografo russo
- Arsenij Aleksandrovič Tarkovskij, poeta e traduttore russo

### Variante Arsen
- Arsen Avakov, politico ucraino
- Arsen Avetisyan, calciatore armeno

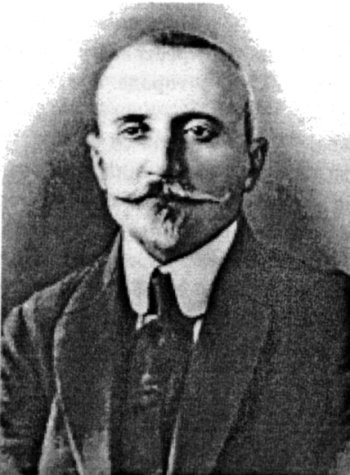
Arsen Borisovič Kocoev

- Arsen Balabekyan, calciatore armeno
- Arsen Dedić, cantautore croato
- Arsen Žoraevič Galstjan, judoka russo
- Arsen Borisovič Kocoev, scrittore e traduttore russo
- Arsen Anton Ostojić, regista e sceneggiatore croato
- Arsen Petrosyan, calciatore armeno
- Arsen Sykaj, calciatore albanese

## Il nome nelle arti
- Arsenio Lupin è un personaggio di una serie di romanzi polizieschi di Maurice Leblanc.
- Arsenio Lupin III è un personaggio della serie manga e anime Lupin III.
- Arsenio è una poesia compresa nella raccolta di Eugenio Montale Ossi di seppia.